# ناحیه کریتندن، شهرستان شمپین، ایلینوی
ناحیه کریتندن، شهرستان شمپین، ایلینوی (به انگلیسی: Crittenden Township) یک منطقهٔ مسکونی در ایالات متحده آمریکا است که در شهرستان شمپین، ایلینوی واقع شده‌است. ناحیه کریتندن ۳۲۵ نفر جمعیت دارد و ۲۰۱ متر بالاتر از سطح دریا واقع شده‌است.